# Barbara Szatur-Jaworska
Barbara Halina Szatur-Jaworska (ur. 1955) – polska politolożka zajmująca się polityką społeczną, gerontologią, profesor na Wydziale Nauk Politycznych i Studiów Międzynarodowych Uniwersytetu Warszawskiego.

## Życiorys
Od 1978 jest zatrudniona na Uniwersytecie Warszawskim. Była tam wicedyrektorką Instytutu Polityki Społecznej, a także prodziekanką ds. studenckich Wydziału Dziennikarstwa i Nauk Politycznych. Doktoryzowała się w 1986 (Wydział Dziennikarstwa i Nauk Politycznych – temat rozprawy: Uczestnictwo i aktywność ludzi starszych w życiu społecznym; promotor – Jan Danecki). Habilitowała się w 2001 (temat pracy habilitacyjnej: Starość i ludzie starzy w polityce społecznej). W 2018 otrzymała tytuł profesora nauk społecznych.
W kadencji 2016–2020 pełniła funkcję kierowniczki studiów doktoranckich na Wydziale Nauk Politycznych i Studiów Międzynarodowych. Współpracowała z Instytutem Rozwoju Służb Społecznych i Akademią Teologii Katolickiej. Należała do Polskiej Zjednoczonej Partii Robotniczej.
W 2017 wyróżniona Krzyżem Kawalerskim Orderu Odrodzenia Polski.

## Zainteresowania
Najważniejsze zainteresowania badawcze to: gerontologia społeczna, metodologia i teoria polityki społecznej, służby społeczne, praca socjalna, ubóstwo, bezrobocie i wykluczenie społeczne.
Była współtwórczynią modelu wsparcia osób starszych w środowisku zamieszkania (wraz z Piotrem Błędowskim, Marią Zrałek i Zofią Szwedą-Lewandowską). Od 2017 jest członkiem zarządu Sekcji Pracy Socjalnej Polskiego Towarzystwa Socjologicznego.